# Rechtenbach (Bawaria)
Rechtenbach – miejscowość i gmina w Niemczech, w kraju związkowym Bawaria, w rejencji Dolna Frankonia, w regionie Würzburg, w powiecie Main-Spessart, wchodzi w skład wspólnoty administracyjnej Lohr am Main. Leży w Spessart, około 20 km na zachód od Karlstadt, przy drodze B26.
1 stycznia 2014 do gminy przyłączono teren należący do obszaru wolnego administracyjnie Rothenberg.

## Demografia
| Rok  | Liczba mieszk. |
| ---- | -------------- |
| 1970 | 1158           |
| 1987 | 1107           |
| 2000 | 1096           |
| 2004 | 1059           |
| 2005 | 1049           |

## Oświata
(na 1999)

W gminie znajduje się 50 miejsc przedszkolnych (z 33 dziećmi).